# Guaso

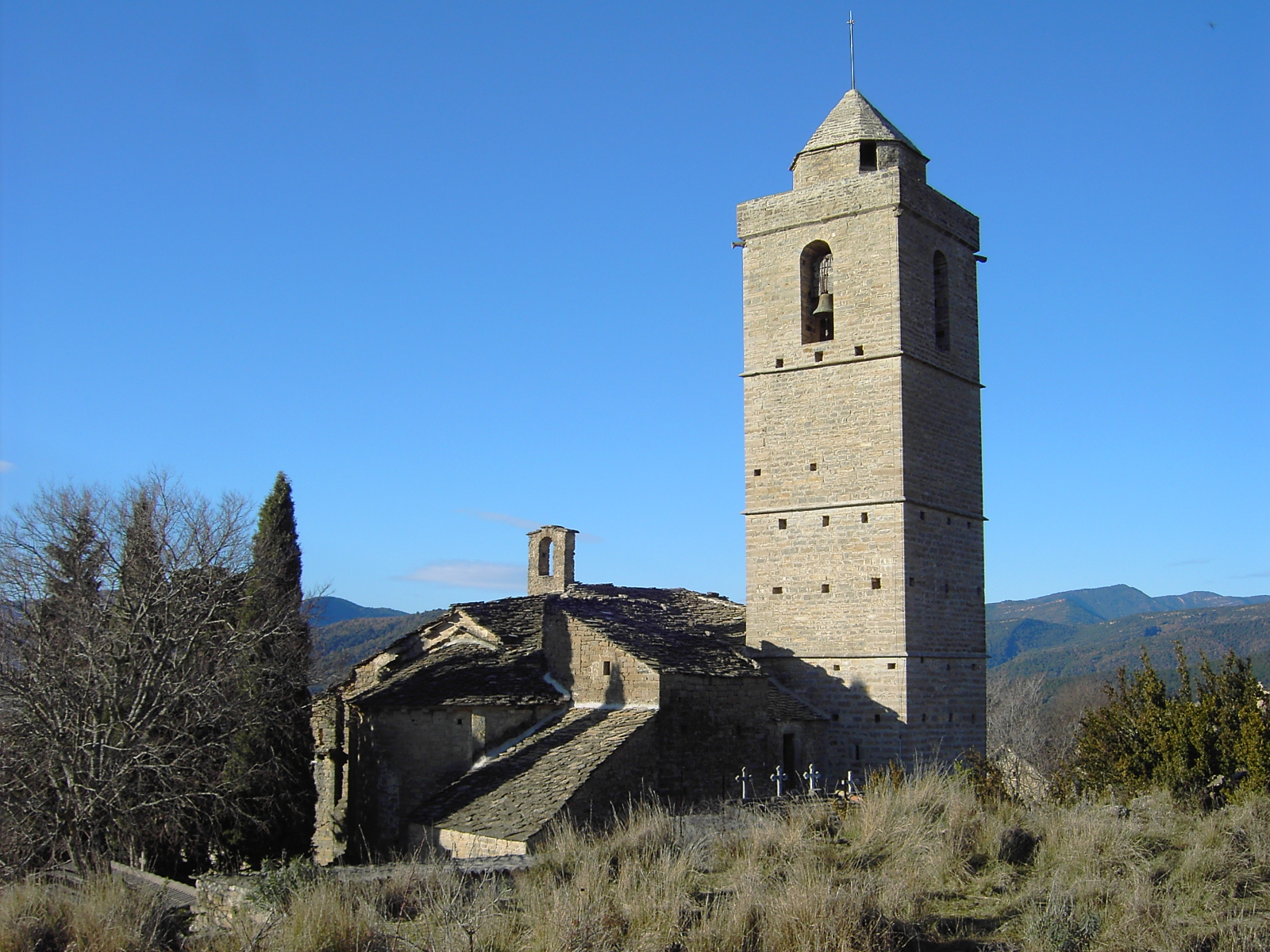
Kościół w miejscowości Guaso

Guaso – miejscowość w Hiszpanii, w Aragonii, w prowincji Huesca, w comarce Sobrarbe, w gminie Aínsa-Sobrarbe.
Według danych INE z 2005 roku miejscowość zamieszkiwało 79 osób. Wysokość bezwzględna miejscowości jest równa 780 metrów. Kod pocztowy do miejscowości to 22330.